# Кочетатка
Кочетатка — упразднённая деревня в Бирилюсском районе Красноярского края России. На момент упразднения входила в состав Новобирилюсского сельсовета. Исключена из учётных данных в 1989 году.

## География
Располагалась на правом берегу реки Кочетат (приток реки Чулым), на расстоянии приблизительно 5 км по прямой к востоку от села Новобирилюссы.

## История
Основана в 1929 году как отселок коммуны «Красный борец» села Чупышево на участке Ольховик.
В 1939 году упоминается уже как деревня Малиновка.
В 1974 году решением Красноярского крайисполкома деревня Малиновка переименована в Кочетатаку.